# Oberort (Gemeinde Weitensfeld im Gurktal)
Oberort ist eine Ortschaft in der Gemeinde Weitensfeld im Gurktal im Bezirk St. Veit an der Glan in Kärnten. Die Ortschaft hat 36 Einwohner (Stand 1. Jänner 2024). 

## Lage
Die Ortschaft liegt am Westrand der Gemeinde Weitensfeld, in der Katastralgemeinde Wullroß, südwestlich von Zammelsberg, nur etwa 5 km Luftlinie östlich von Sirnitz (Gemeinde Albeck).
Zur Ortschaft gehören die Häuser Pacher (Bacher, Nr. 1), Tschetschg (Nr. 11), Dreier (Nr. 13), Isgrad (Nr. 15), Nager (Nr. 16), Potesser (Nr. 17), Gartschacher (Nr. 18), Sabitzer (Nr. 20), Trattenbauer (Trattenkeusche, Nr. 22), Kerschbaumer (Nr. 35), Lakner (Nr. 36), einige Häuser ohne Vulgonamen (Nr. 14, 23, 24, 25, 31, 37, 38) und einige Gebäude ohne Hausnummer (Laschitz, Sopanz, Neubauer). 
Die im Franziszeischen Kataster verzeichneten Höfe Vorstädter, Wernig, Drasnig, Petzemetzer, Rinekeusche, Schek, Grieser, Hölzler, Gandorfer und Mixhube bestehen nicht mehr.

## Geschichte
Bei Gründung der Ortsgemeinden Mitte des 19. Jahrhunderts kam Oberort an die Gemeinde Weitensfeld.
Im Dezember 1908 brannten Wohn- und Wirtschaftsgebäude Wernig ab. Im Frühling 1913 brannte die Forstätterkeusche samt Wirtschaftsgebäude ab. 1924 wurde die Laschitzkeusche zur Wiederbesiedlung vorgesehen.
Bei der Kärntner Gemeindestrukturreform von 1973 kam Oberort an die damals neu errichtete Gemeinde Weitensfeld-Flattnitz, bei deren Auflösung 1991 wieder zur Gemeinde Weitensfeld im Gurktal.

## Bevölkerungsentwicklung
Für die Ortschaft ermittelte man folgende Einwohnerzahlen:
- 1816: 130 Einwohner[4]
- 1869: 27 Häuser, 193 Einwohner[5]
- 1880: 28 Häuser, 210 Einwohner[6]
- 1890: 31 Häuser, 190 Einwohner[7]
- 1900: 27 Häuser, 169 Einwohner[8]
- 1910: 26 Häuser, 152 Einwohner[9]
- 1923: 27 Häuser, 161 Einwohner[10]
- 1934: 176 Einwohner[11]
- 1961: 19 Häuser, 111 Einwohner[12]
- 2001: 15 Gebäude (davon 14 mit Hauptwohnsitz) mit 16 Wohnungen; 45 Einwohner und 5 Nebenwohnsitzfälle; 15 Haushalte; 0 Arbeitsstätten, 12 land- und forstwirtschaftliche Betriebe[13]
- 2011: 17 Gebäude, 37 Einwohner, 17 Haushalte, 0 Arbeitsstätten[14]
- 2021: 17 Gebäude, 39 Einwohner, 15 Haushalte, 4 Arbeitsstätten[15]